# Andrzej Matysiak
Andrzej Matysiak (ur. 23 stycznia 1948 w Poznaniu, zm. 18 maja 2025) – polski kajakarz, trener, olimpijczyk z Monachium 1972, zawodnik Energetyka Poznań i Warty Poznań.
Wielokrotny (6) mistrz Polski w latach 1970-1976 w konkurencji:
- K-2 na dystansie 500 metrów,
- K-1 4 × 500 metrów,
- K-4 na dystansie 1000 metrów.

Dwukrotny brązowy medalista mistrzostw świata w 1974:
- w konkurencji K-1 4 × 500 metrów (partnerami byli: Kazimierz Górecki, Ryszard Oborski, Grzegorz Śledziewski)
- w konkurencji K-4 10 000 metrów (partnerami byli: Kazimierz Górecki, Grzegorz Kołtan, Ryszard Oborski) oraz zdobywca 4. miejsca w konkurencji K-4 na dystansie 1000 metrów.

Uczestnik mistrzostw świata:
- w roku 1971, podczas których zajął:
  - 4. miejsce w konkurencji K-1 4 x 500 metrów,
  - 6. miejsce w konkurencji K-4 na dystansie 1000 metrów,
- w roku 1975, podczas których zajął:
  - 5. miejsce w konkurencji K-1 4 × 500 metrów
  - 6. miejsce w konkurencji K-4 na dystansie 1000 metrów.

Na igrzyskach olimpijskich w Monachium w 1972 roku wystartował konkurencji K-4 (partnerami byli:Zbigniew Niewiadomski, Jerzy Dziadkowiec, Zdzisław Tomyślak) na dystansie 1000 metrów. Polska osada odpadła w półfinale.
Po zakończeniu kariery sportowej podjął pracę trenera.